# 楠达戴维山国家公园和花谷国家公园
30°44′00″N 79°38′00″E / 30.73333°N 79.63333°E
楠达戴维山国家公园和花谷国家公园是印度的国家公园，位于喜马拉雅山脉西部的北阿肯德邦。它因特有的高山花卉以及丰富的植物群而闻名。这富饶的地区还是珍稀濒危动物的家园，包括亚洲黑熊，雪豹，棕熊，岩羊。花谷国家公园的秀丽风景加上楠达戴维山国家公园东部的险山荒野一起环绕着独特的扎斯加尔和大喜马拉雅山脉之间的过渡地带，绵延超过87.50公里。这两个公园都环绕在楠达戴维生物圈保护区（223,674公顷），它进一步由一个缓冲地带包围（5,148.57平方公里）。其为2004年联合国教科文组织世界生物圈保护区名单中的自然保护区。